# ترومای واژن
ترومای واژن (انگلیسی: Vaginal trauma) آسیب به واژن است که ممکن است در هنگام زایمان، تجاوز جنسی و رویدادهای تصادفی رخ دهد.
در بزرگسالان، واژن به دلیل عملکرد محافظتی تپه ونوس و لابیای بزرگ تا حد زیادی از آسیب محافظت می‌شود. این محافظت در دخترانی که فاقد لایه چربی کافی برای محافظت از واژن هستند، وجود ندارد. ترومای واژن ممکن است زمانی رخ دهد که چیزی به واژن وارد شود، به عنوان مثال، یک جسم نوک تیز باعث ترومای نافذ شود. ترومای واژن ممکن است در نتیجه یک تجربه جنسی دردناک یا سوءاستفاده جنسی رخ دهد. در کودکان، ترومای واژن ممکن است به دلیل آسیب دیدگی رخ دهد. بیشتر این موارد، اگرچه ناراحت‌کننده هستند، اما آسیب جدی نیستند.
در برخی موارد، یک آسیب شدید رخ می‌دهد و نیاز به مراقبت فوری پزشکی دارد، به خصوص اگر خونریزی متوقف نشود. ترومای واژن نیز در طی اپیزیوتومی و زایمان واژینال رخ می‌دهد. جلوگیری از بروز آسیب‌های واژن در هنگام زایمان، به پیشگیری از افسردگی، بستری مجدد در بیمارستان و کاهش درد میان‌دوراه کمک می‌کند.

## علائم و نشانه‌ها
علائم و نشانه‌ها عبارتند از: درد شکمی، خونریزی، خون‌مردگی، غش کردن، ترشحات واژن، جسم فرورفته در واژن، درد ناحیه تناسلی، تورم، استفراغ، ادرار دردناک، ناتوانی در ادرار کردن، وجود زخم، گزارش سوءاستفاده جنسی و خون‌ادراری. هماتوم ممکن است پس از ضربه به واژن ایجاد شود. انجام تصویربرداری می‌تواند وجود خون انباشته شده را شناسایی کند.

## علت

### مرتبط با بارداری
در طول زایمان، آسیب‌های واژن یا دهانه رحم ممکن است رخ دهد و احتمالاً اصلاح آنها نیازمند جراحی است. واژن گاهی در حین زایمان آسیب می‌بیند و احتمال دارد پارگی پرینه از واژن به نقاط مختلف پرینه برسد.

### غیر مرتبط با بارداری
علل غیر مامایی ترومای واژن عبارتند از: تعرض جنسی، رابطه جنسی توافقی، شکستگی لگن، وارد کردن جسم خارجی به واژن، سوانح جت اسکی و اسکی روی آب یا ضربه‌های شدید غیرنافذ به بدن، مانند لگد یا زانو زدن به کشاله ران در طول یک مسابقه ورزشی.
ترومای واژن به‌ندرت در دختران یا زنان جوان در اثر ورزش‌های زین‌دار (دوچرخه، اسب‌سواری) ممکن است رخ دهد.
آسیب‌های استرادل (Straddle Injuries) به آسیب‌هایی گفته می شود که به داخل کشاله ران و بین دوپاها در اثر ضربه یا افتادن روی یک شی حاصل می شود و ممکن است موجب آسیب به ناحیه بیرونی واژن شود. برخی حرکت‌های ورزشی مثل حرکت پاباز (بازکردن ۱۸۰ درجه پاها هنگام یوگا، نرمش، ورزش‌های رزمی و غیره) در فردی که آمادگی و تمرین جسمانی کافی ندارد یا در سطح حرفه‌ای ورزش می‌کنند، ممکن است موجب آسیب به واژن شود.

### عوامل خطرساز
عوامل خطرساز وقوع ترومای واژن عبارتند از: اولین رابطه جنسی توافقی، و اثرات جانبی دارو

## پیشگیری
می‌توان علاوه بر دور نگه داشتن اشیاء کوچک، محیطی امن برای کودکان خردسال ایجاد کرد.

## مدیریت درمانی
درمان با یک ارزیابی کامل شروع می‌شود. حضور فردی همراه برای حمایت روحی در طول معاینه بسیار مفید است. چنین حمایتی به ویژه در موارد ترومای واژن به دلیل تجاوز جنسی اولویت دارد. یک فرد همراه در این مواقع، از فرد حمایت عاطفی می‌کند و در به حداقل رساندن خطر آسیب روحی-روانی مجدد کمک کند. کسانی که قربانیان را مداوا می‌کنند، از پرستاران تجاوز جنسی/بازرسان پزشکی قانونی (SAN/FEs) با آموزش‌های خاص برای مراقبت از کسانی که تعرض یا تجاوز جنسی را تجربه کرده‌اند، استفاده می‌کنند. این افراد آموزش‌دیده قادر به انجام یک معاینه پزشکی-حقوقی متمرکز هستند. اگر چنین افراد آموزش دیده‌ای در دسترس نباشد، بخش اورژانس یک پروتکل تجاوز جنسی دارد که برای درمان و جمع‌آوری شواهد ایجاد شده‌است.